# Champions des États-Unis de natation en bassin de 50 m du 400 m 4 Nages

## 400 mètres 4 nage messieurs
| Championnat                         | Ville | Nageur      | Naissance | Âge | Club                   | Temps         |
| 2012 Sélections JO (juillet) (50 m) | Omaha | Ryan Lochte | 1984      | 28  | Daytona Beach Swimming | 4 min 07 s 06 |